# Idealny dzień na ryby
Idealny dzień na ryby (A Perfect Day for Bananafish) – jedno z najsłynniejszych opowiadań J.D. Salingera zawarte w zbiorze "Dziewięć opowiadań" wydanych w 1953 (wyd. polskie 1964). Opowiadanie miało jednak swoją premierę już w styczniu 1948 roku w amerykańskim magazynie The New Yorker i było bardzo istotne dla przyszłej kariery Salingera.

## Fabuła
Akcja opowiadania rozgrywa się w nadmorskim kurorcie, gdzie ostatni dzień swojego życia spędza Seymour Glass wraz z żoną Muriel. Początek opowiadania koncentruje się na telefonicznej rozmowie Muriel z matką. Ich rozmowa w bezpośredni sposób wprowadza w fabułę całego opowiadania przedstawiając zależności między bohaterami i ich cechy indywidualne. Dużą uwagę poświęcają traumie i depresji Seymoura, które są "pamiątką" po udziale w wojnie. Następnie akcja przenosi się na plażę, gdzie podczas wypoczynku do Seymoura podchodzi mała dziewczynka imieniem Sybil i proponuje wspólną zabawę. W czasie wspólnej kąpieli w morzu, Seymour opowiada dziewczynce opowieść o rybie bananówce pełną symboliki. Po jej opowiedzeniu, Seymour kieruje się do pokoju, gdzie śpi jego żona i strzela sobie z pistoletu w głowę. Wiele dyskutowano na temat zakończenia, o tym, jak ludzka osobowość jest zależna od nastroju i o tym, jak destrukcyjne siły tkwią w ludzkim wnętrzu, jeżeli na zewnątrz człowiek robi wrażenie szczęśliwego. Tytuł może oznaczać idealny dzień na ostatnią przyjemność przed zabiciem bólu w dosłownym sensie.
Opowieść Salingera o rybie bananówce przedstawiona przez Seymoura dziecku stała się bardzo popularna. Jej symbolika nie jest jednak jednoznaczna. Ryba bananówka może być odniesieniem do Seymoura, który angażuje się bez prawdziwych intencji lub do materialistów pokroju Muriel.